# أندرو ثوربورن تومسون
أندرو ثوربورن تومسون هو محامي وسياسي كندي، ولد في 27 مايو 1870، وتوفي في 20 أبريل 1939. حزبياً، نشط في الحزب الليبرالي الكندي. وقد انتخب عضو مجلس العموم الكندي.